# 4660 Nereus
A 4660 Nereus (ideiglenes jelöléssel 1982 DB) egy földközeli kisbolygó. Eleanor F. Helin fedezte fel 1982. február 28-án.